# لوئیس مونتیانو
لوئیس مونتیانو (انگلیسی: Louis Munteanu؛ زادهٔ ۱۶ ژوئن ۲۰۰۲) بازیکن فوتبال اهل رومانی است.
از باشگاه‌هایی که در آن بازی کرده‌است می‌توان به باشگاه فوتبال ویتورول کنستانتسا و باشگاه فوتبال فیورنتینا اشاره کرد.
وی همچنین در تیم‌های ملی فوتبال Romania national under-16 football team، زیر ۱۷ سال رومانی، زیر ۲۱ سال رومانی و رومانی بازی کرده‌است.